# Élections législatives de 1932 dans le Land de Thuringe
Les élections législatives de 1932 dans le Land de Thuringe se tiennent le 31 juillet 1932, le même jour que les élections au Reichstag, afin d'élire les 61 députés du Thüringer Landtag.
Le Parti national-socialiste des travailleurs allemands (NSDAP) arrive en tête du scrutin avec 42,49 % des suffrages et 26 mandats, devant les sociaux-démocrates du SPD (24,27 % et 15 sièges) et les communistes du KPD (16,13 % et 10 sièges). Le parti nazi forme une coalition avec une formation de droite agrarienne, la Fédération paysanne de Thuringe (ThLB) et ses 6 élus, faisant du gauleiter nazi Fritz Sauckel le nouveau chef du gouvernement du Land,.
| Parti                    | Parti                                                        | Voix      | %     | +/-  | Sièges | +/-           |
| ------------------------ | ------------------------------------------------------------ | --------- | ----- | ---- | ------ | ------------- |
|                          | Parti national-socialiste des travailleurs allemands (NSDAP) | 395 321   | 42,49 | 31,2 | 26     | 20            |
|                          | Parti social-démocrate d'Allemagne (SPD)                     | 225 791   | 24,27 | 8,03 | 15     | 3             |
|                          | Parti communiste d'Allemagne (KPD)                           | 150 045   | 16,13 | 5,46 | 10     | 4             |
|                          | Fédération paysanne de Thuringe (ThLB)                       | 77 678    | 8,35  | 8,08 | 6      | 3             |
|                          | Parti national du peuple allemand (DNVP)                     | 29 624    | 3,18  | 0,79 | 2      | en stagnation |
|                          | Parti allemand d'État (DStP) - Zentrum (DZP)                 | 17 442    | 1,87  | 2,27 | 1      | en stagnation |
|                          | Parti populaire allemand (DVP)                               | 16 745    | 1,80  | 7,03 | 1      | 4             |
|                          | Parti du Reich des classes moyennes allemandes (WP)          | 10 411    | 1,12  | 8,46 | 0      | 6             |
|                          | Service populaire chrétien-social (CSVD)                     | 5 322     | 0,57  | Nv.  | 0      | Nv.           |
|                          | Parti socialiste ouvrier d'Allemagne (SAPD)                  | 2 067     | 0,22  | Nv.  | 0      | Nv.           |
|                          |                                                              |           |       |      |        |               |
| Votes valides            | Votes valides                                                | 930 446   | 98,05 |      |        |               |
| Votes blancs et nuls     | Votes blancs et nuls                                         | 18 514    | 1,95  |      |        |               |
| Total                    | Total                                                        | 948 960   | 100   | -    | 61     | 8             |
| Abstentions              | Abstentions                                                  | 165 927   | 14,88 |      |        |               |
| Inscrits / participation | Inscrits / participation                                     | 1 114 887 | 85,12 |      |        |               |